# Копперстон (Західна Вірджинія)
Копперстон (англ. Kopperston) — переписна місцевість (CDP) в США, в окрузі Вайомінг штату Західна Вірджинія. Населення — 569 осіб (2020).

## Географія
Копперстон розташований за координатами 37°44′59″ пн. ш. 81°34′36″ зх. д. / 37.74972° пн. ш. 81.57667° зх. д. (37.749684, -81.576780).  За даними Бюро перепису населення США в 2010 році переписна місцевість мала площу 4,96 км², з яких 4,94 км² — суходіл та 0,02 км² — водойми.

## Демографія
Згідно з переписом 2010 року, у переписній місцевості мешкало 616 осіб у 234 домогосподарствах у складі 178 родин. Густота населення становила 124 особи/км².  Було 251 помешкання (51/км²).
Расовий склад населення:
| - 97,7 % — білих - 1,0 % — азіатів |

До двох чи більше рас належало 1,0 %. Частка іспаномовних становила 0,6 % від усіх жителів.
За віковим діапазоном населення розподілялося таким чином: 24,0 % — особи молодші 18 років, 63,7 % — особи у віці 18—64 років, 12,3 % — особи у віці 65 років та старші. Медіана віку мешканця становила 38,5 року. На 100 осіб жіночої статі у переписній місцевості припадало 99,4 чоловіків;  на 100 жінок у віці від 18 років та старших — 100,9 чоловіків також старших 18 років.
За межею бідності перебувало 22,2 % осіб, у тому числі 39,7 % дітей у віці до 18 років та 0,0 % осіб у віці 65 років та старших.
Цивільне працевлаштоване населення становило 170 осіб. Основні галузі зайнятості: освіта, охорона здоров'я та соціальна допомога — 42,9 %, мистецтво, розваги та відпочинок — 17,1 %, публічна адміністрація — 11,8 %, роздрібна торгівля — 8,2 %.